# How Could Hell Be Any Worse?
How Could Hell Be Any Worse? è il primo album in studio del gruppo musicale statunitense Bad Religion, pubblicato nel 1982 dalla Epitaph Records.
Il finanziamento dell'album avvenne grazie ad un prestito del padre del chitarrista e autore Brett Gurewitz di circa 1000 dollari. Il successo dell'album ha stupito il gruppo, con quasi 10 000 copie vendute.

## Il disco
Lo stile della registrazione è stato migliorato molto rispetto alla loro prima pubblicazione del 1981, il loro EP omonimo. La registrazione è stata pubblicata come LP nel 1982, come CD nella compilation del 1991 (80-85) e nella ristampa del 2004 di questo album.
How Could Hell Be Any Worse? è il primo album del gruppo con Pete Finestone alla batteria in formazione ed anche il loro unico album con il membro originale Jay Ziskrout, che ha suonato la batteria nelle tracce che non sono state registrate con Finestone. Benché non accreditato come membro ufficiale del gruppo, il chitarrista Greg Hetson, che era nel gruppo Circle Jerks quando è stato registrato l'album, ha suonato un solo su Part III. We're Only Gonna Die e Fuck Armageddon...This Is Hell, sono diventate le canzoni preferite dal gruppo da eseguire nei concerti. Molti gruppi punk seguenti come i Death by Stereo hanno citato l'album come loro maggiore influenza. Sulla parte posteriore della copertina è presente un'illustrazione di Gustave Doré: essa ritrae l'apparizione di Farinata degli Uberti nel X canto dell'Inferno della Divina Commedia di Dante.

## Tracce
1. We're Only Gonna Die - 2:17 - (Graffin)
2. Latch Key Kids - 1:44 - (Graffin)
3. Part III  - 1:54 - (Bentley)
4. Faith in God - 1:54 - (Graffin)
5. Fuck Armageddon...This Is Hell - 2:55 - (Graffin)
6. Pity - 2:05 - (Graffin)
7. In the Night - 3:29 - (Gurewitz)
8. Damned to Be Free 2:03 - (Graffin)
9. White Trash (2nd Generation) - 2:25 - (Gurewitz)
10. American Dream - 1:40 - (Gurewitz)
11. Eat Your Dog - 1:06 - (Graffin)
12. Voice of God Is Government - 2:56 - (Bentley)
13. Oligarchy - 1:06 - (Gurewitz)
14. Doing Time - 3:04 - (Gurewitz)

## Formazione
Gruppo
- Greg Graffin – voce
- Brett Gurewitz – chitarra
- Jay Bentley – basso
- Pete Finestone – batteria (tracce 1-4, 6, 7 e 13)
- Jay Ziskrout – batteria (tracce 2, 5, 8-12, 14)

Altri musicisti
- Greg Hetson – chitarra (in Part III. We're Only Gonna Die e Fuck Armageddon...This Is Hell)